# Essia
Essia – miejscowość i gmina we Francji, w regionie Burgundia-Franche-Comté, w departamencie Jura. W 2013 roku jej populacja wynosiła 73 mieszkańców. 
W dniu 1 stycznia 2016 roku z połączenia czterech ówczesnych gmin – Arthenas, Essia, Saint-Laurent-la-Roche oraz Varessia – utworzono nową gminę La Chailleuse. Siedzibą gminy została miejscowość Arthenas. 